# Kwaśny papier
Kwaśny papier – określenie papieru, do produkcji którego wykorzystuje się dodatki chemiczne o charakterze kwasowym. Papier tego typu, stosowany powszechnie od połowy XIX wieku, w krótkim czasie żółknie i staje się kruchy, co powoduje ogromne straty w zbiorach bibliotecznych i archiwalnych.

## Przyczyny degradacji papieru
Degradacja papieru to proces powolny, jednak ulega on znacznemu przyspieszeniu w środowisku kwaśnym. W połowie XIX wieku upowszechniła się metoda produkcji papieru, w której do masy papierniczej dodawano klej żywiczno-ałunowy. Pozostający w papierze ałun siarczan glinu tworzył w reakcji z wodą kwasy katalizujące rozpad celulozy (hydroliza kwasowa). W procesie tym łańcuchy celulozy skracają się, przez co zmniejsza się odporność papieru na rozrywanie, a jednocześnie wzrasta usieciowienie ich struktury – papier wówczas sztywnieje i staje się kruchy. Równolegle z rozpadem pod wpływem wody, łańcuchy celulozy podlegają reakcji z tlenem, co też prowadzi do ich skracania. W papierze utlenia się nie tylko celuloza, ale i zawarta w papierze lignina co prowadzi do zżółknięcia papieru. Rozpad łańcuchów celulozy prowadzi do stopniowego pogarszania się stanu papieru, a w końcu do jego całkowitej dezintegracji.
Zakwaszanie papieru przyspieszają też czynniki zewnętrzne, zwłaszcza obecne w zanieczyszczonym powietrzu tlenki azotu i siarki.

## Konsekwencje dla polskiej kultury
Proces samodegradacji papieru przysparza wyjątkowych trudności w zabezpieczaniu zbiorów archiwów i bibliotek. Analiza księgozbiorów Biblioteki Jagiellońskiej, Uniwersytetu Adama Mickiewicza w Poznaniu, Książnicy Cieszyńskiej, Akademii Górniczo-Hutniczej i Politechniki Krakowskiej dowiodła, że aż 90% zasobów wydanych do połowy lat 90. XX (dokładnie do 1996 roku w Polsce) jest wydrukowana na papierze kwasowym. Okazało się więc, że instytucje te, powołane do opieki nad dziedzictwem przeszłości, nie są w stanie skutecznie realizować swej misji.
Choć degradacji papieru nie da się cofnąć, to (można ją spowolnić) za pomocą zabiegu odkwaszania, co stało się ważną formą konserwacji zbiorów. Niestety, z uwagi na ograniczenia wydajności stosowanych nie uda się uratować wszystkich dokumentów z XIX i XX wieku. W polityce masowego odkwaszania konieczne wydaje się ustalenie takich kryteriów wyboru zagrożonych dokumentów, które pozwolą przetrwać najważniejszym i najbardziej wartościowym świadectwom kultury. Ponadto dla ochrony zbiorów papierowych bardzo ważne są ich digitalizacja i mikrofilmowanie oraz zapewnienie odpowiednich warunków ich udostępniania i przechowywania (np. stosowanie bezkwasowych teczek archiwalnych, które zabezpieczają przed szkodliwym wpływem środowiska lub ograniczanie ekspozycji na światło szczególnie z zakresu UV, a także Vis).

## Odkwaszanie papieru
Odkwaszanie wydawnictw papierowych w Polsce zainicjowano w ramach Wieloletniego Programu Rządowego „Kwaśny papier”, który operował w latach 2000-2008. Był on programem zaproponowanym wspólnie przez środowisko bibliotekarzy z Biblioteki Jagiellońskiej, Biblioteki Narodowej i Archiwów Państwowych oraz chemików (z Wydziału Chemii Uniwersytetu Jagiellońskiego), którzy w styczniu 1998 roku na ręce Premiera RP skierowali "Memoriał o potrzebie ratowania dziedzictwa kultury polskiej w zbiorach bibliotecznych i archiwalnych XIX i XX wieku" (autorzy: A. Barański, J. Grochowski, A. Manikowski, D. Nałęcz, K. Zamorski). Zaowocowało to ustanowieniem Programu Rządowego.
Do odkwaszania papieru w Polsce na skalę masową wybrano amerykańską technologię Bookkeeper, w której czynnikiem odkwaszającym jest drobnokrystaliczny tlenek magnezu, a jego nośnikiem organiczna ciecz perfluoroheptan, obojętna dla atramentów, farb i barwników. Technologia Bookkeeper jest bezpieczna dla środowiska i pozwala na pełną regenerację perfluoroheptanu.
W procesie odkwaszania, książki są zanurzane w odkwaszającej cieczy i delikatnie poruszane, dzięki czemu drobnokrystaliczny tlenek magnezu wnika w strukturę papieru. Odkwaszanie odbywa się w komorach pionowych i poziomych. Pierwsze z nich służą książkom o typowych rozmiarach, drugie przeznaczono dla obiektów dużych lub ciężkich, takich jak czasopisma czy archiwalia. System uzupełnia zestaw do ręcznego odkwaszania kart szczególnie osłabionych.
Pierwszą w Polsce halą technologiczną z instalacjami do masowego odkwaszania papieru druków i rękopisów w postaci woluminów oprawnych i luźnych kart jest uruchomiona w 2005 roku Klinika Papieru Biblioteki Jagiellońskiej w Krakowie, wybudowana ze środków Programu Rządowego „Kwaśny Papier”. Roczna wydajność jej instalacji wynosi około 35 ton materiałów bibliotecznych.
Druga instalacja typu Bookkeeper działa od 2007 roku w Bibliotece Narodowej, a jej wydajność szacuje się na 50 ton materiałów bibliotecznych rocznie.
Uruchamiając instalacje odkwaszające zbiory dwóch bibliotek narodowych, Polska dołączyła do wiodących ośrodków masowego odkwaszania książek na świecie.

## Papier bezkwasowy
W ostatnich latach książki w większości drukuje się na papierze bezkwasowym, którego właściwości określa norma ISO 9706. Stosowanie papieru trwałego, o cechach gwarantujących długi czas jego użytkowania, powinno stać się zasadą, zwłaszcza w odniesieniu do dokumentów cennych, będących częścią dziedzictwa kulturowego, chronionego i przechowywanego dla przyszłych pokoleń.